# Mohammed Mrabet
Mohammed Mrabet (arabisch محمد مرابط, DMG Muḥammad Murābiṭ, richtiger Name Mohammed ben Chaib el Hajam; * 8. März 1936 in Französisch-Marokko) ist ein marokkanischer Autor, Künstler und Geschichtenerzähler des Ait Waryaghar-Berberstamms aus dem Rifgebirge.

## Leben
Mohammed Mrabet wurde im Rifgebirge als eines von 23 Geschwistern geboren, ging zuerst auf eine Koranschule und anschließend auf eine staatliche Schule. Er verbrachte seine Kindheit und Jugend in Tanger, wo er als Fischer, Hotelangestellter und Barmixer arbeitete. Dort lernte er US-amerikanische Schriftsteller wie William S. Burroughs, Tennessee Williams, Jane und Paul Bowles kennen. Letzterer begann, Mrabets Geschichten auf Tonband aufzunehmen und ins Englische zu übersetzen.  Der Analphabet Mrabet wurde so durch seine Erzählungen zu einem der international bekannten marokkanischen Autoren. Auch Mrabets Gemälde werden gerne von Sammlern erworben.

## Werke
- 1967 – Love With A Few Hairs. Taped and translated from the Moghrebi by Paul Bowles, Peter Owen, London, ISBN 978-0-87286-192-3
  - deutsche Übersetzung: Haarige Liebe. Aus dem Amerikanischen übersetzt von Roberto de Hollanda, Maro-Verlag, Augsburg 1992, ISBN 978-3-87512-211-4
- 1969 – The Lemon. Translated from the Moghrebi by Paul Bowles, Peter Owen, London, ISBN 978-0-87286-181-7
  - deutsche Übersetzung: El Limón. Aus dem Englischen übersetzt von Lilian Faschinger und Thomas Priebsch, Goldmann-Verlag, München 1992, ISBN 3-442-41117-3
- 1969 – M’Hashish. Taped and translated from the Moghrebi by Paul Bowles, City Lights Books, San Francisco, ISBN 978-0-87286-034-6
  - deutsche Übersetzung: M’Hashish. Geschichten aus Marokko. Aufgezeichnet von Paul Bowles, aus dem Amerikanischen von Carl Weissner, Maro Verlag, Augsburg, 2. Aufl. 1992 (1. Ausg. 1987), ISBN 3-87512-076-0
- 1974 – The Boy Who Set the Fire & Other Stories. Taped & translated from the Moghrebi by Paul Bowles, Black Sparrow Press, Los Angeles, ISBN 978-0-87286-230-2
  - deutsche Übersetzung: Ramadan & andere Erzählungen. Aufgezeichnet von Paul Bowles, aus dem Amerikanischen von Klaus Schachner, Droschl, Graz 1993, ISBN 978-3-85420-324-7
- 1975 – Hadidan Aharam. Taped and translated from the Moghrebi By Paul Bowles, Black Sparrow Press, Los Angeles
- 1976 – Look & Move On. Taped and translated from the Moghrebi by Paul Bowles, Black Sparrow Press, Santa Barabara (1. ed.). Peter Owen, London 1989 ISBN 978-0-7206-0756-7
- 1976 – Harmless Poisons, Blameless Sins. Taped and translated from the Moghrebi by Paul Bowles, Black Sparrow Press, Santa Barbara, ISBN 0-87685-272-X
  - deutsche Übersetzung: Harmlose Gifte, verzeihliche Sünden. Aufgezeichnet von Paul Bowles, aus dem Amerikanischen von Roberto de Hollanda, Maro-Verlag, Augsburg 1991, ISBN 3-87512-205-4
- 1977 – The Big Mirror. Taped and translated from the Moghrebi by Paul Bowles, Black Sparrow Press, Santa Barabara, ISBN 978-0-87685-369-6
  - deutsche Übersetzung: Der große Spiegel. Aufgezeichnet von Paul Bowles. Deutsch von Dieter Offenhäußer, Unionsverlag, Zürich 1991, ISBN 978-3-293-00175-6
- 1979 – The Lute. In: Abdeslam Boulaich et al.: Five Eyes. Stories. Edited and translated by Paul Bowles, Black Sparrow Press, Santa Barbara, ISBN 0-87685-410-2
- 1980 – The Beach Café & The Voice. Taped and translated from the Moghrebi by Paul Bowles, Black Sparrow Press, Santa Barbara, ISBN 978-0-87685-405-1
- 1983 – The Chest. Translated from the Moghrebi by Paul Bowles, Tombouctou Books, Bolinas, ISBN 978-0-939180-18-9
  - deutsche Übersetzung: Der Ameisendompteur. Aufgezeichnet von Paul Bowles. Aus dem Amerikanischen von Roberto de Hollanda, Maro Verlag, Augsburg 1994, ISBN 978-3-87512-222-0
- 1986 – Marriage With Papers. Translated by Bowles, Tombouctou Books, Bolinas, ISBN 978-0-939180-32-5
- 1990 – The Storyteller and the Fisherman, CD, Narrator, Translated by Paul Bowles
- 2004 – Collected Stories. Translated by Paul Bowles, Moroccan Cultural Studies Centre, ISBN 978-9981-829-37-4